# Репьевское сельское поселение (Белгородская область)
Репьевское сельское поселение — сельское поселение в Волоконовском районе Белгородской области.
Административный центр — село Репьевка.

## История
Статус и границы сельского поселения установлены Законом Белгородской области от 20 декабря 2004 года № 159 «Об установлении границ муниципальных образований и наделении их статусом городского, сельского поселения, городского округа, муниципального района»

## Население
| 2010 | 2011 | 2012 | 2013 | 2014 | 2015 | 2016 | 2017 | 2018 |
| ---- | ---- | ---- | ---- | ---- | ---- | ---- | ---- | ---- |
| 582  | ↘579 | ↘570 | ↘546 | ↗563 | ↗575 | ↘564 | ↘562 | ↘560 |
| 2019 | 2020 | 2021 |      |      |      |      |      |      |
| ↘545 | ↘517 | ↗518 |      |      |      |      |      |      |

## Состав сельского поселения
В состав сельского поселения входят 4 населённых пункта:
| № | Населённый пункт | Тип населённого пункта       | Население |
| - | ---------------- | ---------------------------- | --------- |
| 1 | Лутовиново       | село                         | ↘162      |
| 2 | Плоское          | хутор                        | ↘64       |
| 3 | Репьевка         | село, административный центр | ↘211      |
| 4 | Шеншиновка       | село                         | ↘145      |

## Местное самоуправление
Администрация
Телефон: (47235) 5-81-81